# 欧洲议会人权小组委员会
欧洲议会人权小组委员会（英語：European Parliament Subcommittee on Human Rights）是欧洲议会外交事務委員會下的一个小组委员会，2014年7月7日起由埃莱娜·巴伦西亚诺担任首任主席。

## 其他
2021年3月22日，委员会被中華人民共和國制裁。